# Lucjusz Waleriusz Messala Wolesus
Lucius Valerius Messala Volesus – polityk rzymski okresu początku pryncypatu. Syn Potytiusza Waleriusza Messali, konsula zastępczego w 29 p.n.e. Konsul w 5 n.e., a potem namiestnik prowincji Azja jako prokonsul. Okazane tam okrucieństwo wywołało gniew  Augusta. Jak podaje Seneka Starszy, Wolesus rozkazał jednego dnia ściąć głowy 300 osobom i przechadzając się między bezgłowymi ciałami wykrzykiwał, że jest to królewski spektakl.